# ジョン・ワトソン (レーサー)
ジョン・マーシャル・ワトソン（John Marshall Watson, MBE 1946年5月4日 - ）は、北アイルランド生まれの元レーシングドライバー。愛称は「ワッティ（Wattie）」。

## プロフィール
1973年、ブラバムのプライベートチームであるゴールディ・ヘキサゴンレーシングからF1にデビュー。この年は2レースのみの参戦で、翌1974年からフル参戦となった。当時のヘキサゴン・ブラバムは、プライベイター参戦でもありマシンの競争力がトップレベルではなかったが、3回の入賞を果たし実力の片鱗は見せた。しかし、ブラバムの正規のシートはカルロス・パーチェのものとなった。
ヘキサゴンチームが1974年で撤退したため、1975年はサーティースに移籍したが、サーティース・TS16に上位を伺う戦闘力は無く、最高位は第4戦スペイングランプリでの8位で入賞は無しに終わった。第11戦のみロータス・72Dで参戦し、第15戦アメリカGPからペンスキーに加入した。
1976年、前年終盤に加入したペンスキーから継続参戦。シーズン中盤に完成し第7戦から投入された新シャシーペンスキー・PC4が好調で第8戦フランスGP・第9戦イギリスGPと連続で3位表彰台を獲得。第11戦オーストリアGP（エステルライヒリンク、後のA1リンク）では優勝を果たす。これはペンスキーとドライバーのワトソンともにF1初優勝であった。オーナーのロジャー・ペンスキーとワトソンのあいだでは同年に優勝できるかできないかで賭けをしており、賭けに負けたワトソンはトレードマークのひげを剃り落としたが、その後しばらく（1981年まで）勝ちに見放されたため、「ひげと一緒にツキもそった」と揶揄されたが、これらの活躍によりペンスキーはコンストラクターズ選手権で5位に入った。

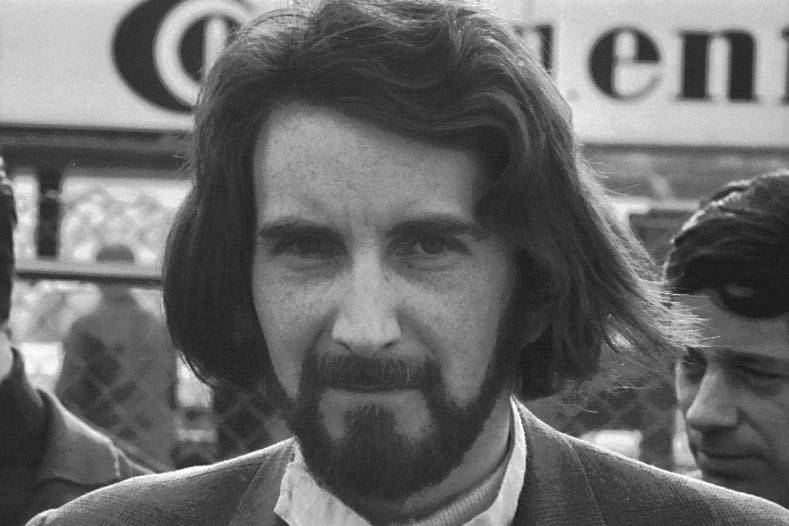
ホッケンハイムリンクでのワトソン(1971年撮影、当時はまだ髭を生やしていた)

1977年、ブラバムに移籍しカルロス・パーチェのチームメイトとなった。パワフルだが信頼性に難があるアルファロメオV12エンジン搭載のブラバム・BT45を駆って、第6戦モナコグランプリでのポールポジション獲得や、南アフリカグランプリとオーストリアグランプリで2度ファステストラップを記録するなど奮闘したが、表彰台の頂点には立てなかった。また、チームメイトのパーチェが第3戦終了後に飛行機事故で他界するという出来事もあった。最高位は第9戦フランスグランプリでの2位。

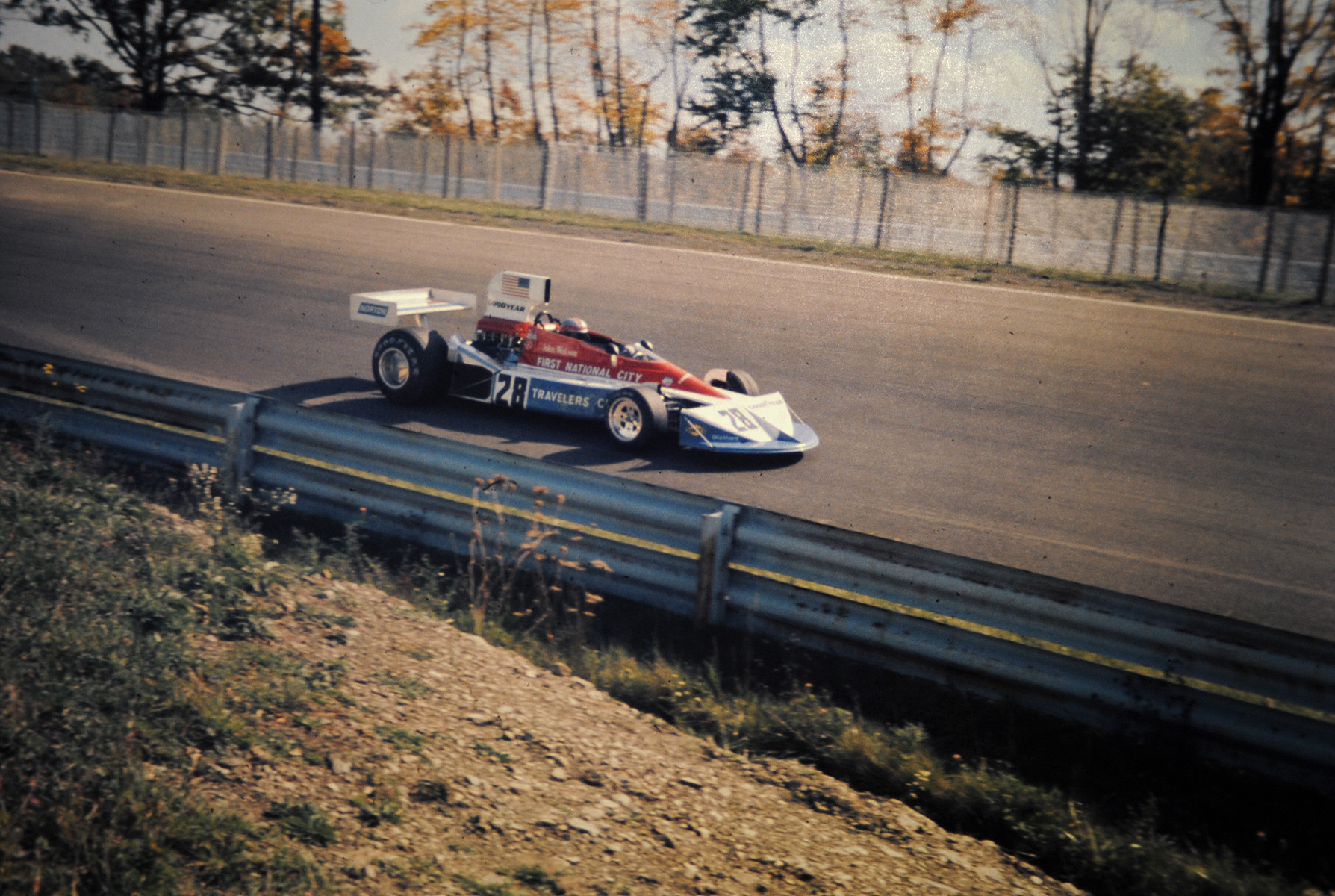
1975年アメリカグランプリでペンスキー・PC3を操縦するワトソン。

1978年もブラバムに残留し、チームメイトに前年フェラーリでワールドチャンピオンとなったニキ・ラウダが加入。ラウダは2勝を挙げランキング4位となったが、ワトソンはイタリアグランプリで2位を獲得するも年間未勝利に終わり、ランキングは6位であった。ブラバムのボスであるバーニー・エクレストンはシーズン終盤になると翌年のブラバム加入が内定したルーキーのネルソン・ピケを3台目のブラバムで出走させるようになり、ワトソンは2年でブラバムを離れた。
1979年、マクラーレンに移籍しパトリック・タンベイとのコンビとなったが、同年に搭乗したマクラーレン・M28および改良シャシーM29といずれも競争力を欠き、1980年には新加入したルーキーアラン・プロストに予選で1勝13敗と速さで負け続けるなど成績が不振だったが、同年にチームの体制は大きく変更されロン・デニスが加入。1981年にジョン・バーナードが設計しカーボンファイバーを導入した新シャシーMP4/1が投入されると復調。ワトソンは第9戦イギリスGP（シルバーストン）で5年ぶりのF1勝利（通算2勝目）を挙げた。
翌年の1982年が、ワトソンのF1キャリアで最も輝かしい年であった。チームメイトに引退していたラウダが現役復帰し加入するが、この年のワトソンはシーズン序盤からチャンピオン争いに絡み、中盤までに2勝をあげランキングトップに立つなど、フェラーリのディディエ・ピローニとチャンピオン争いを展開。しかし終盤に6戦連続でノーポイントを繰り返すなど失速。結局この年1勝、前年ノーポイントのケケ・ロズベルグにチャンピオンをさらわれ、ワトソンはランキング3位に終わった（2位ピローニとは39ポイントで並ぶが、上位入賞回数の差で2位ピローニ、3位ワトソンとなった）。
1983年、F1がパワフルなターボ・エンジン全盛期となる中、マクラーレンは未だN.AエンジンのフォードV8を搭載するMP4/1Cでシーズン開幕を迎えたが、ワトソンは第2戦ロングビーチGPで1勝を挙げ、未勝利で終了したラウダ（ランキング10位）を上まわるランキング6位を獲得する活躍を見せた。ワトソンは翌年のマクラーレンのシートは確実に得られると考えていたが、契約は更新されずチームを去ることとなった。チーム放出の要因として、ルノーでチャンピオン争いを演じ成熟を見せたアラン・プロストをロン・デニスが強く欲したこと、デニスがワトソンに対して彼が受け入れられないような厳しい契約条件を突き付けたとも、ワトソンが同僚のラウダよりも高いギャラを要求した（1983年はワトソン1勝22P、ラウダ0勝12P）ことをデニスが嫌がり、代わりにプロストを起用したともいわれている。いずれにせよ、翌年のマクラーレンが16戦中12勝するという活躍を見ると、チャンピオンのチャンスをみすみす逃したともいえる。
マクラーレンとの契約更新が叶わずシーズンオフを迎えると、ワトソンにはケン・ティレルから話があったが、この時点でティレルはF1参戦チームで唯一のターボ・エンジンを持たないチームになっていた上、シャシーも旧型012を継続使用すると知ったワトソンは「この歳（38歳を迎える）になってから非力なマシンで毎戦最後方からスタートなんて、優勝もしている自分のキャリアからするときつい。」と興味を示さなかった。ワトソンの希望は、3月になってもまだ空席だったブラバムのNo.2シート獲得だったので、ブラバムのバーニー・エクレストンに電話を度々入れ交渉し、シート獲得に自信も見せていたが、ブラバムのメインスポンサー・パルマラットがイタリア人の起用を要望したため、エクレストンはテオ・ファビをピケのサポート役に決定し、ワトソンにシートを与えなかった。
1984年の「休養」を挟み、1985年はトールマンと契約しF1復帰する予定だったが、タイヤ契約問題でチームが開幕から数戦欠場した事により離脱。その後、第14戦ヨーロッパグランプリにて負傷欠場したラウダの代役として1戦限りマクラーレンで復帰参戦をし、それが最後のF1参戦となった。F1通算記録は154戦で5勝であった。
1986年からは世界スポーツプロトタイプカー選手権（WSPC）に転じ、ジャガー・XJR-8/トヨタ・90C-Vなどをドライブ。1990年シーズン一杯で現役を退いた。
その後、レース中継解説者として活躍。また、1989年にF1へ新規参戦したオニクス・レーシングの首脳に知人が多かったことと、ファクトリーのあるリトルハンプトンからフォントウェルのワトソンの家が4キロほどと近所だったこともあり、新車ORE1の初期テストを担当する予定になっていた。しかし完成が遅れたためワトソンの立場はアドバイザー的な役割で終わった。1991年の開幕前にはF1に新規参戦するジョーダンの初F1マシンであるジョーダン・911のシェイクダウン走行を担当した。

## 評価
マクラーレンでワトソンと共に仕事をし、ドライバーに対して歯に衣着せぬ評価をすることが多いジョン・バーナードは、フォーミュラカーに対する理解度やセッティング理論が確かだった実力者として、ニキ・ラウダ、アラン・プロスト、ネルソン・ピケのチャンピオン経験者3名に加えて、ワトソンの名を挙げてそのマシン理解力を讃えている。ワトソンはいわゆる「玄人好み」のドライバーで、レース運びに長けていた。信頼性の低いサーティースでの完走率の高さは、当時のF1の基準では秀でたものである。また、生涯5勝のうち3勝は、予選2ケタ順位からの巻き返しであり、特に1983年第2戦のアメリカ西GP（ロングビーチ）での予選22番手からの優勝は、2021年シーズン終了時でも優勝者の予選順位としては最も低いものである（このGPの2位は、予選23番手だったラウダ。低い予選順位からの優勝の歴代2位は2000年ドイツGPのルーベンス・バリチェロの予選18番手）。また、中盤や下位グリッドからの表彰台やポイント獲得も多く残している。
また、ワトソンは北アイルランド出身であるため、イングランド内での待遇は恵まれたものではなく、熊倉重春は、ワトソンがシルバーストンで優勝しても一部のイギリス人ジャーナリストは喜んでなかったというエピソードを紹介している。一方で、前述したジョーダンとは、オーナーのエディ・ジョーダンを始め広報のイアン・フィリップスなどチーム首脳陣にアイルランド人が多かったため関わりが深く、911のテストドライブもその縁で無償で担当したという。

## カーナンバー (F1)
- 29 (1973年第9戦)
- 9 (1973年第15戦)

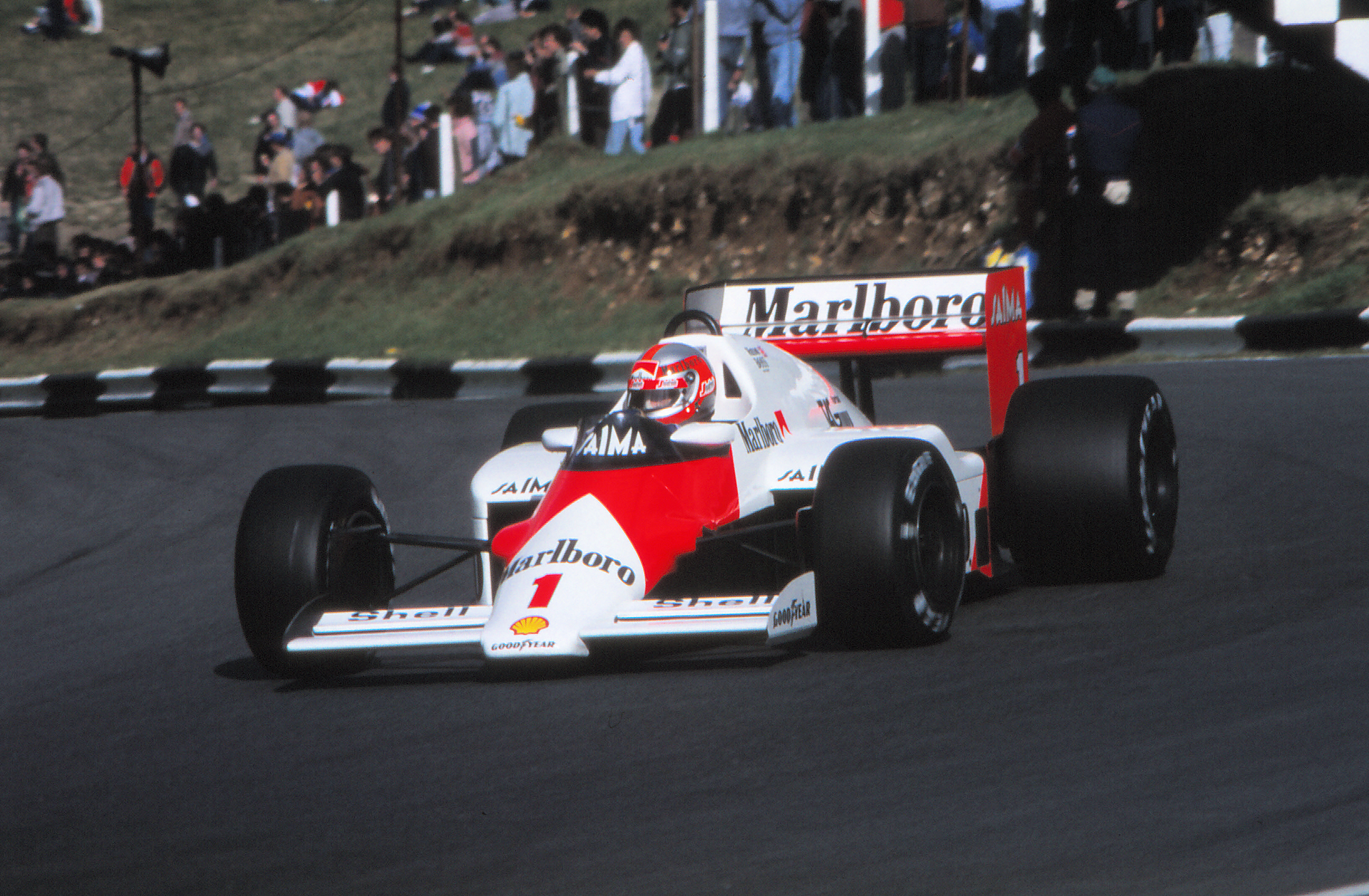
1985年ヨーロッパグランプリでカーナンバー1を付けて走るワトソン

- 28 (1974年、1975年第14戦 - 1976年)
- 18 (1975年第1 - 10、12戦)
- 6 (1975年第11戦)
- 7 (1977年、1979年 - 1982年第1 - 3、5 - 16戦、1983年)
- 2 (1978年)
- 1 (1985年第14戦) - 前年度チャンピオンであるラウダの代役として。F1では2014年以降固定カーナンバー制度が導入されたため、カーナンバー1が前年度チャンピオンの車両に与えられるようになった1975年以降のF1では、前年度チャンピオン以外がカーナンバー1を付けてレースに参加した唯一の例である。

## レース戦績

### ヨーロッパ・フォーミュラ2選手権
| 年     | チーム                       | シャーシー          | エンジン       | 1       | 2       | 3       | 4       | 5       | 6       | 7     | 8       | 9     | 10      | 11    | 12  | 13  | 14  | 15  | 16     | 17  | 順位 | ポイント |
| ------ | ---------------------------- | ------------------- | -------------- | ------- | ------- | ------- | ------- | ------- | ------- | ----- | ------- | ----- | ------- | ----- | --- | --- | --- | --- | ------ | --- | ---- | -------- |
| 1969年 | Team Ireland                 | ロータス・48        | コスワース FVA | THR Ret | HOC     | NÜR     | JAR     | TUL     | PER     | VLL   |         |       |         |       |     |     |     |     |        |     | NC   | 0        |
| 1970年 | ジョン・ワトソン             | ブラバム・ BT30     | コスワース FVA | THR Ret | HOC DNQ | BAR Ret | ROU DNS | PER     | TUL     | IMO   | HOC     |       |         |       |     |     |     |     |        |     | NC   | 0        |
| 1971年 | ジョン・ワトソン             | ブラバム・ BT30     | コスワース FVA | HOC Ret | THR DNS | NÜR 12  | JAR 11  | PAL DNQ | ROU DNQ | MAN 5 | TUL 5   | ALB   | VLL 6   | VLL   |     |     |     |     |        |     | 15位 | 5        |
| 1972年 | Allan McCall Team Tui        | Leda-Tui AM29       | コスワース BDA | MAL     | THR     | HOC     | PAU     | PAL Ret | HOC 10  |       |         |       |         |       |     |     |     |     |        |     | 23位 | 4        |
| 1972年 | Allan McCall Team Tui        | Leda-Tui BH2        | コスワース BDA |         |         |         |         |         |         | ROU 5 | ÖST 8   | IMO 8 | MAN Ret | PER   | SAL | ALB | HOC |     |        |     | 23位 | 4        |
| 1973年 | Motor Racing Developments    | ブラバム・BT40      | コスワース BDA | MAL Ret | HOC     | THR     | NÜR     | PAU     | KIN     | NIV   | HOC     | ROU   | MNZ     |       |     |     |     |     |        |     | 20位 | 4        |
| 1973年 | シェブロン・レーシングチーム | シェブロン・B25     | コスワース BDA |         |         |         |         |         |         |       |         |       |         | MAN 3 | KAR | PER | SAL | NOR | ALB 10 | VLL | 20位 | 4        |
| 1974年 | Bang & Olufsen Team Surtees  | サーティース・TS15  | コスワース BDA | BAR     | HOC 2   |         |         |         |         |       |         |       |         |       |     |     |     |     |        |     | 11位 | 6        |
| 1974年 | Bang & Olufsen Team Surtees  | サーティース・TS15A | BMW M12        |         |         | PAU Ret | SAL 10  | HOC     | MUG Ret | KAR   | PER Ret | HOC   | VLL     |       |     |     |     |     |        |     | 11位 | 6        |

- 太字はポールポジション、斜字はファステストラップ。(key)

### F1
| 年     | 所属チーム                       | シャシー | 1       | 2       | 3       | 4       | 5       | 6       | 7       | 8       | 9       | 10      | 11      | 12      | 13      | 14      | 15      | 16      | 17      | WDC       | ポイント |
| ------ | -------------------------------- | -------- | ------- | ------- | ------- | ------- | ------- | ------- | ------- | ------- | ------- | ------- | ------- | ------- | ------- | ------- | ------- | ------- | ------- | --------- | -------- |
| 1973年 | ゴールディ・ヘキサゴン／ブラバム | BT37     | ARG     | BRA     | RSA     | ESP     | BEL     | MON     | SWE     | FRA     | GBR Ret | NED     | GER     | AUT     | ITA     | CAN     |         |         |         | NC (36位) | 0        |
| 1973年 | ゴールディ・ヘキサゴン／ブラバム | BT42     |         |         |         |         |         |         |         |         |         |         |         |         |         |         | USA Ret |         |         | NC (36位) | 0        |
| 1974年 | ゴールディ・ヘキサゴン           | BT42     | ARG 12  | BRA Ret | RSA Ret | ESP 11  | BEL 11  | MON 6   | SWE 11  | NED 7   | FRA 16  | GBR 11  |         |         |         |         |         |         |         | 15位      | 6        |
| 1974年 | ゴールディ・ヘキサゴン           | BT44     |         |         |         |         |         |         |         |         |         |         | GER Ret | AUT 4   | ITA 7   | CAN Ret | USA 5   |         |         | 15位      | 6        |
| 1975年 | サーティース                     | TS16     | ARG DSQ | BRA 10  | RSA Ret | ESP 8   | MON Ret | BEL 10  | SWE 16  | NED Ret | FRA 13  | GBR 11  |         | AUT 10  | ITA     |         |         |         |         | NC (23位) | 0        |
| 1975年 | ロータス                         | 72F      |         |         |         |         |         |         |         |         |         |         | GER Ret |         |         |         |         |         |         | NC (23位) | 0        |
| 1975年 | ペンスキー                       | PC1      |         |         |         |         |         |         |         |         |         |         |         |         |         | USA 9   |         |         |         | NC (23位) | 0        |
| 1976年 | ペンスキー                       | PC3      | BRA Ret | RSA 5   | USW NC  | ESP Ret | BEL 7   | MON 10  |         |         |         |         |         |         |         |         |         |         |         | 7位       | 20       |
| 1976年 | ペンスキー                       | PC4      |         |         |         |         |         |         | SWE Ret | FRA 3   | GBR 3   | GER 7   | AUT 1   | NED Ret | ITA 11  | CAN 10  | USA 6   | JPN Ret |         | 7位       | 20       |
| 1977年 | マルティーニ (ブラバム)          | BT45     | ARG Ret | BRA Ret | RSA 6   | USW DSQ | ESP Ret | MON Ret | BEL Ret | SWE 5   | FRA 2   | GBR Ret | GER Ret | AUT 8   | NED Ret | ITA Ret | USA 12  | CAN Ret | JPN Ret | 13位      | 9        |
| 1978年 | ブラバム                         | BT45     | ARG Ret | BRA 8   |         |         |         |         |         |         |         |         |         |         |         |         |         |         |         | 6位       | 25       |
| 1978年 | ブラバム                         | BT46     |         |         | RSA 3   | USW Ret | MON 4   | BEL Ret | ESP 5   |         | FRA 4   | GBR 3   | GER 7   | AUT 7   | NED 4   | ITA 2   | USA Ret | CAN Ret |         | 6位       | 25       |
| 1978年 | ブラバム                         | BT46B    |         |         |         |         |         |         |         | SWE Ret |         |         |         |         |         |         |         |         |         | 6位       | 25       |
| 1979年 | マクラーレン                     | M28      | ARG 3   | BRA 8   | RSA Ret | USW Ret | ESP Ret | BEL 6   | MON 4   | FRA 11  |         |         |         |         |         |         |         |         |         | 9位       | 15       |
| 1979年 | マクラーレン                     | M29      |         |         |         |         |         |         |         |         | GBR 4   | GER 5   | AUT 9   | NED Ret | ITA Ret | CAN 6   | USA 6   |         |         | 9位       | 15       |
| 1980年 | マクラーレン                     | M29B     | ARG Ret | BRA 11  | RSA 11  |         |         |         |         |         |         |         |         |         |         |         |         |         |         | 11位      | 6        |
| 1980年 | マクラーレン                     | M29C     |         |         |         | USW 4   | BEL NC  | MON DNQ | FRA 7   | GBR 8   | GER Ret | AUT Ret | NED Ret | ITA Ret | CAN 4   | USA NC  |         |         |         | 11位      | 6        |
| 1981年 | マクラーレン                     | M29F     | USW Ret | BRA 8   |         |         |         |         |         |         |         |         |         |         |         |         |         |         |         | 6位       | 27       |
| 1981年 | マクラーレン                     | MP4/1    |         |         | ARG Ret | SMR 10  | BEL 7   | MON Ret | ESP 3   | FRA 2   | GBR 1   | GER 6   | AUT 6   | NED Ret | ITA Ret | CAN 2   | CPL 7   |         |         | 6位       | 27       |
| 1982年 | マクラーレン                     | MP4/1B   | RSA 6   | BRA 2   | USW 6   | SMR     | BEL 1   | MON Ret | DET 1   | CAN 3   | NED 9   | GBR Ret | FRA Ret | GER Ret | AUT 9   | SUI 13  | ITA 4   | CPL 2   |         | 3位       | 39       |
| 1983年 | マクラーレン                     | MP4/1C   | BRA Ret | USW 1   | FRA Ret | SMR 5   | MON DNQ | BEL Ret | DET 3   | CAN 6   | GBR 9   | GER 5   | AUT 9   | NED 3   |         |         |         |         |         | 6位       | 22       |
| 1983年 | マクラーレン                     | MP4/1E   |         |         |         |         |         |         |         |         |         |         |         |         | ITA Ret | EUR Ret | RSA DSQ |         |         | 6位       | 22       |
| 1985年 | マクラーレン                     | MP4/2B   | BRA     | POR     | SMR     | MON     | CAN     | DET     | FRA     | GBR     | GER     | AUT     | NED     | ITA     | BEL     | EUR 7   | RSA     | AUS     |         | NC (23位) | 0        |

- 太字はポールポジション、斜字はファステストラップ。(key)

### ル・マン24時間レース
| 年     | チーム                                                    | コ・ドライバー                                | 車両                      | クラス   | 周回数 | 総合順位 | クラス順位 |
| ------ | --------------------------------------------------------- | --------------------------------------------- | ------------------------- | -------- | ------ | -------- | ---------- |
| 1973年 | ガルフ・リサーチ・レーシング                              | マイク・ヘイルウッド ヴァーン・シュパン       | ミラージュ・M6-コスワース | S 3.0    | 112    | DNF      | DNF        |
| 1984年 | ジャガー グループ 44                                      | トニー・アダモヴィチ クロード・バロット・レナ | ジャガー・XJR-5           | IMSA GTP | 212    | DNF      | DNF        |
| 1985年 | ロスマンズ ポルシェ                                       | アル・ホルバート ヴァーン・シュパン           | ポルシェ・962C            | C1       | 299    | DNF      | DNF        |
| 1987年 | シルクカット・ジャガー トム・ウォーキンショー・レーシング | ヤン・ラマース ウィン・パーシー               | ジャガー・XJR-8 LM        | C1       | 158    | DNF      | DNF        |
| 1988年 | シルクカット・ジャガー トム・ウォーキンショー・レーシング | ラウル・ボーセル アンリ・ペスカロロ           | ジャガー・XJR-9 LM        | C1       | 129    | DNF      | DNF        |
| 1989年 | トヨタ チーム トムス                                      | ジェフ・リース ジョニー・ダンフリーズ         | トヨタ・89C-V             | C1       | 58     | DNF      | DNF        |
| 1990年 | リチャード ロイド レーシング                              | ブルーノ・ジャコメリ アレン・バーグ           | ポルシェ・962C            | C1       | 335    | 11位     | 11位       |